# Hr. Ms. Banckert (1929)
Lo Hr. Ms. Banckert fu un cacciatorpediniere della Koninklijke Marine olandese, entrato in servizio nel febbraio 1929 come parte della classe Admiralen.
Attivo durante la seconda guerra mondiale, il cacciatorpediniere prestò servizio sul fronte del Pacifico combattendo durante la campagna delle Indie orientali olandesi; gravemente danneggiato da attacchi aerei giapponesi nel porto di Surabaya il 24 e 28 febbraio 1942, fu quindi autoaffondato dagli stessi olandesi il 2 marzo 1942 per prevenirne la cattura da parte del nemico. I giapponesi recuperarono lo scafo nel marzo 1944, ma pur immettendolo in servizio con la Marina imperiale come 106-Gō shōkaitei (第-2号哨戒艇? lett. nave pattuglia Numero 106) non lo impiegarono in azione; tornato agli olandesi alla fine della guerra, lo scafo dell'ex-Banckert fu ufficialmente radiato il 5 marzo 1947 e convertito in bersaglio per le esercitazioni, finendo affondato nel settembre 1949 nello Stretto di Madura.

## Storia

### Periodo interbellico

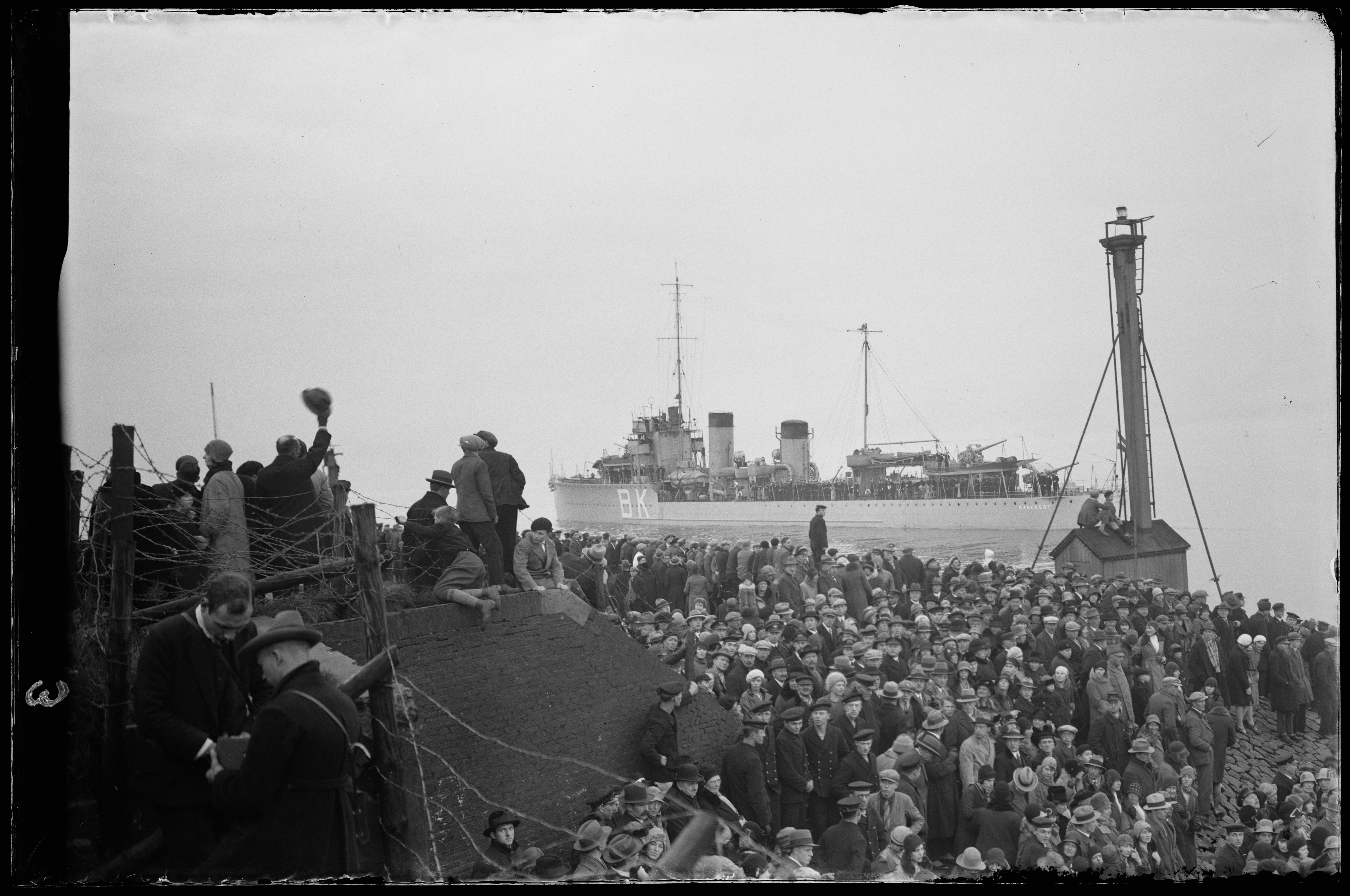
Il Banckert lascia il porto di Den Helder in una foto del 1933

Impostata nei cantieri della Burgerhout's Scheepswerf en Machinefabriek di Rotterdam il 15 agosto 1928 (il 25 agosto 1927 secondo altre fonti), la nave venne varata il 14 novembre 1929 con il nome di Hr. Ms. Banckert in onore di Adriaen Banckert, ammiraglio olandese del XVII secolo; la nave entrò poi ufficialmente in servizio il 14 novembre 1930.
Come tutte le altre unità della sua classe, anche il Banckert fu destinato al presidio dei possedimenti coloniali dei Paesi Bassi: il 12 gennaio 1931 il cacciatorpediniere lasciò Nieuwediep per compiere la traversata dell'oceano Atlantico alla volta delle Indie occidentali, facendo tappa a Lisbona, Las Palmas de Gran Canaria e Port of Spain prima di arrivare a Willemstad su Curaçao il 7 febbraio seguente; il Banckert rimase stazionato nelle Antille Olandesi e nel Suriname fino alla fine del novembre 1931, quando iniziò il viaggio di ritorno alla volta della madrepatria arrivando a Nieuwediep il 17 dicembre. Per i successivi due anni il Banckert rimase nelle acque di casa, intraprendendo tra il 3 e il 14 luglio 1933 una crociera diplomatica di visita del porto di Invergordon in Scozia.
Il 14 dicembre 1933 il Banckert salpò da Nieuwediep per iniziare il lungo viaggio di trasferimento alla volta delle Indie orientali olandesi, toccando strada facendo i porti di Tunisi, Alessandria d'Egitto, Porto Said, Suez, Perim e Colombo prima di arrivare il 25 gennaio 1934 a Sabang su Sumatra. Il cacciatorpediniere trascorse quindi il resto del periodo interbellico nel possedimento asiatico, impegnato in manovre di addestramento e visite di rappresentanza; il 20 ottobre 1936 il Banckert fece parte di una vasta operazione di soccorso in favore del mercantile olandese Van der Wijck, capovoltosi mentre era in navigazione nel Mar di Giava, contribuendo al salvataggio di 210 delle 261 persone a bordo al momento della sciagura.

### La seconda guerra mondiale
Il Banckert rimase dislocato nelle Indie orientali anche dopo l'avvio dell'invasione tedesca dei Paesi Bassi nel maggio 1940, fatto che trascinò il paese nella seconda guerra mondiale; fu perciò impiegato nella scorta dei convogli mercantili alleati in navigazione nelle acque dell'oceano Pacifico sud-occidentale, ma la situazione bellica nelle Indie olandesi rimase priva di eventi di rilievo fino al dicembre 1941, quando l'Impero giapponese dichiarò guerra a Stati Uniti d'America, Regno Unito e Paesi Bassi avviando contestualmente le prime mosse per invadere i possedimenti olandesi nel Sud-est asiatico. Il Banckert fu subito impegnato in missioni di sorveglianza nella zona delle Piccole Isole della Sonda, per poi essere schierato in un gruppo navale composto dall'incrociatore Hr. Ms. Tromp e dal cacciatorpediniere Hr. Ms. Piet Hein che tra l'11 e il 22 dicembre pattugliò il Mar di Giava e le coste meridionali del Borneo dopo segnalazioni, poi rivelatesi infondate, di movimenti navali giapponesi nella zona; tra il 26 e il 29 dicembre invece il Banckert e il Piet Hein scortarono gli incrociatori Tromp e Hr. Ms. De Ruyter nel loro trasferimento lungo la costa meridionale di Giava dalla base di Surabaya a quella di Batavia.
Assegnato alle forze navali del neo-costituito comando inter-alleato dell'American-British-Dutch-Australian Command (ABDA Command), dall'inizio del 1942 il Banckert fu impegnato nella scorta dei convogli di rifornimento in arrivo nelle Indie orientali attraverso l'oceano Indiano: tra il 1º e il 2 gennaio 1942 il cacciatorpediniere coprì l'arrivo a Singapore del convoglio BM 9A salpato da Bombay, mentre tra il 4 e il 7 gennaio fornì protezione al convoglio BM 9B lungo la medesima rotta; tra il 10 e il 12 gennaio invece il Banckert scortò nel tratto finale il vasto convoglio DM 1, salpato da Durban e diretto a Singapore, mentre il 22 gennaio si aggregò alla scorta del convoglio BM 10 in arrivo da Bombay accompagnandolo a Singapore il 25 gennaio seguente. Di rientro a Batavia dopo questa missione, il 27 gennaio il Banckert, in squadra con il Tromp e il Piet Hein, ricevette l'ordine di dirigere a tutta forza verso lo Stretto di Karimata dopo rapporti che riferivano della presenza di un convoglio giapponese nella zona; la missione fu tuttavia annullata e le unità olandesi diressero per Surabaja, dove arrivarono il 28 gennaio.
Nelle prime ore del 4 febbraio il Banckert fu aggregato a una forza navale congiunta olandese-statunitense forte di quattro incrociatori e altri sei cacciatorpediniere, salpata da Surabaja agli ordini del schout-bij-nacht (retroammiraglio) olandese Karel Doorman per compiere un'incursione mordi-e-fuggi nello Stretto di Makasar alla ricerca di navi giapponesi; la formazione fu avvistata da velivoli giapponesi quella stessa mattina, e fatta quindi oggetto di ripetuti attacchi aerei: la battaglia dello Stretto di Makassar si concluse quindi con una ritirata delle forze di Doorman, dopo che due incrociatori alleati ebbero riportato danni negli attacchi aerei. Dopo una sosta a Tjilatjap, il Banckert salpò nel pomeriggio del 14 febbraio 1942 da Oosthaven su Sumatra come parte di una formazione alleata forte di cinque incrociatori e dieci cacciatorpediniere, diretta a compiere un'incursione nello Stretto di Gaspar dove era stata segnalata la presenza di un convoglio giapponese contenente truppe d'invasione dirette a Palembang; nelle prime ore del 15 febbraio, mentre la formazione alleata transitava nello Stretto di Stolze tra le isole di Bangka e Belitung in condizioni di pessima visibilità, il cacciatorpediniere Hr. Ms. Van Ghent rimase incagliato sul bassofondo di Bamidjo. Il Banckert fu lasciato indietro per assistere l'unità, ma i tentativi di disincagliare lo scafo si rivelarono fallimentari e alla fine il Van Ghent dovette essere abbandonato: dopo aver evacuato l'intero equipaggio e tutto il materiale utile, il Banckert distrusse lo scafo a cannonate e rientrò nel pomeriggio del 15 febbraio a Surabaya.

### Affondamento e recupero

La PB-106, ex-Banckert, fotografata da un aereo olandese nel 1949 dopo la sua conversione in nave bersaglio

Il 24 febbraio il Banckert si trovava fermo alla fonda a Surabaya quando il porto fu attaccato da velivoli giapponesi: lo scafo del cacciatorpediniere subì vari danni a causa di bombe esplose nelle vicinanze, e l'unità dovete quindi essere trasferita in un bacino galleggiante per effettuare le riparazioni del caso. I lavori erano appena iniziati quando, il 28 febbraio, una nuova incursione aerea giapponese su Surabaya portò ad altri danni al Banckert, danneggiato a poppa da una bomba caduta nelle vicinanze. Quello stesso 28 febbraio le forze giapponesi erano sbarcate in forza a Giava, superando rapidamente la resistenza delle forze alleate; con Surabaya ormai prossima a cadere in mano al nemico, la mattina del 2 marzo il comando olandese ordinò l'autoaffondamento di tutte le unità navali non in grado di prendere il mare per sottrarsi alla cattura: il Banckert fu quindi mandato a fondo dal sommergibile Hr. Ms. K-XVIII, che colpì con un siluro il bacino galleggiante in cui il cacciatorpediniere era alloggiato.
Il relitto del Banckert rimase sul fondo del mare davanti Surabaya per i successivi due anni. Alle prese con una disperata carenza di unità per la scorta ai convogli con cui fare fronte alla campagna sommergibilistica degli Alleati nel Pacifico, i giapponesi decisero di recuperare la nave e ripristinarla come unità combattente: lo scafo del Banckert fu quindi riportato a galla il 20 marzo 1944, e quindi inviato nella base navale di Cavite nelle Filippine occupate per essere riparato e riarmato. Il 20 aprile 1944 la nave fu ufficialmente messa in forza alla Marina imperiale giapponese con la designazione di nave pattuglia Numero 106 – in giapponese 106-Gō shōkaitei (第-2号哨戒艇?) – venendo quindi assegnata alle forze locali del distretto navale di Kure; la nave fu poi trasferita nel Sud-est asiatico il 31 luglio 1944, ma benché i lavori di ripristino fossero stati ufficialmente dichiarati conclusi il 29 marzo 1945 l'unità rimaneva ancora largamente incompleta e non fu mai impiegata in azione.
Dopo la fine della guerra lo scafo della PB-106 fu rinvenuto inoperativo nel porto di Surabaya, venendo quindi restituito al controllo degli olandesi il 23 ottobre 1945. Non venne fatto alcuno sforzo per ripristinare l'obsoleto cacciatorpediniere, che il 5 marzo 1947 fu ufficialmente radiato dai ranghi della Koninklijke Marine; lo scafo dell'ex-Banckert fu quindi trasformato in bersaglio e colato a picco nel settembre 1949 nel corso di un'esercitazione navale olandese nello Stretto di Madura.